# أحمد زنيبر
أحـمـد زنـيـبـر (10 مارس 1964-) شاعر، باحث وناقد أدبي مغربي.

## حياته ونشأته
عضو جمعيات وهيئات وطنية وعربية مختلفة، حاصل على الدكتوراه في الآداب تخصص أدب الغرب الإسلامي، يعمل حاليا أستاذا جامعيا بالمركز التربوي الجهوي بالرباط.
ينشر كتاباته ومقالاته في منابر مغربية وعربية منها الجرائد والمجلات والمواقع الإلكترونية، ازداد بمدينة سلا بالمغرب، تعلم في :
1. حائز على شهادة البكالوريا من الثانوية التأهيلية صلاح الدين الأيوبي بسلا سنة 1983.
2. حائز على شهادة التخرج من المركز التربوي الجهوي بالقنيطرة سنة 1986.
3. حائز على الإجازة في الآداب بكلية الآداب والعلوم الإنسانية بالرباط سنة 1990.
4. حائز على شهادة استكمال الدروس بكلية الآداب والعلوم الإنسانية بالرباط سنة 1997.
5. حائز على شهادة الدكتوراه في الآداب بكلية الآداب والعلوم الإنسانية بالرباط سنة 2002.

## مسيرته
عند تخرج أحمد زنيبر من المركز التربوي الجهوي سنة 1986، عين أستاذا للسلك الأول -الإعدادي- منذ 1986 لمدة 21 عاما في المدن: سطات - الصخيرات - تمارة - الرباط - سلا، ثم عين أستاذا للسلك الثاني -الثانوي- منذ سنة 2007 لمدة 5 سنوات بسلا، وبعد ذلك عين أستاذا جامعيا بالمركز التربوي الجهوي بالرباط سنة 2012، كما عمل أستاذا زائرا بكلية الآداب والعلوم الإنسانية بالرباط من سنة 2004 إلى سنة 2011 (السلك الثالث: وحدة تحقيق المخطوط العربي / ماستر الأدب العام والنقد المقارن)، بالإضافة إلى إعداده وتسجيله لدروس تلفزية في برنامج «التلفزة المدرسية» منذ سنة 2007 بالقناة الرابعة المغربية.

### نماذج من دروسه التلفزية
1. درس تكسير البنية وتجديد الرؤيا على يوتيوب
2. درس المناهج النقدية على يوتيوب
3. درس سؤال الذات في الشعر الغربي الحديث على يوتيوب
4. درس إحياء النموذج في الشعر العربي الحديث على يوتيوب

## دوراته التأطيرية
1. تأطير ورشات تربوية وإبداعية في عدد من الـمؤسسات التعليمية (السلك الأول -الإعدادي- / السلك الثاني -الثانوي-)، وكذا ببعض المخيمات الصيفية.
2. تأطير دورة تكوينية لفائدة أساتذة اللغة العربية بالسلك الثانوي التأهيلي. دورة 2009.
3. تأطير دورة تكوينية في مجال ديداكتيك اللغة العربية باللسلك الثانوي التأهيلي. دورة 2010.
4. تأطير دورة تكوينية في مجال التقويم في مادة اللغة العربية. سنة 2010.

## دوراته التكوينية
1. دورة تكوينية في المنهجية بمراكش. دورة 1998.
2. دورة تكوينية في المنهجية بمراكش. دورة 2001.
3. دورة تكوينية في موضوع الكفايات. دورة 2006.
4. دورة تكوينية حول مشروع المواطنة. دورة 2008.
5. دورة تكوينية في مجال برنامج GENIE. دورة 2011.

## مؤلفاته
في الشعر:
1. «أطياف مائية». دار أبي رقراق للطباعة والنشر. سنة 2007.

```
تحميل ديوان أطياف مائية بPDF
.
```

- قراءة في ديـوان أطياف مائية للشاعر أحمد زنيبر.

في النقد:
1. «المعارضة الشعرية عتبات التناص في القصيدة المغربية». دار أبي رقراق للطباعة والنشر. سنة 2008.

- قائمة الكتب المنشورة في المغرب سنة 2008
- إصدار جديد لد.أحمد زنيبر[وصلة مكسورة]

1. «قبعة الساحر قراءات في القصة القصيرة بالمغرب». دار التوحيدي للنشر والتوزيع. سنة 2009.
2. «جمالية المكان في قصص ادريس الخوري». دار التوحيدي للنشر والتوزيع - دار التنوخي للطباعة والنشر والتوزيع. سنة 2009.
3. «مديح الصدى دراسات في أدب الغرب الإسلامي». دار التنوخي للطباعة والنشر والتوزيع. سنة 2011.

- احتفاء ب «مديح الصدى»، إصدار للباحث المغربي أحمد زنيبر.
- قائمة الكتب المنشورة في المغرب سنة 2011

1. «الانحياز إلى القصيدة قراءات في المتن الشعري الحديث بالمغرب». منشورات اتحاد كتاب المغرب. سنة 2012.

- كتاب «الانحياز إلى القصيدة» لأحمد زنيبر مركزية الذات في القصيدة المغربية الحديثة بقلم نزار الفراوي.

1. «حيرة الطيف». العالمية للنشر. سنة 2013.

## مؤلفاته الجماعية
1. «ندوة: أبو الحسن اليوسي أديبا ومفكرا». منشورات دفاتر البحث، كلية آداب عين الشق الدار البيضاء. سنة 2006.
2. «نحو منهج إسلامي للرواية». بحوث الملتقى الدولي الخامس للأدب الإسلامي نظم بكلية اللغة العربية مراكش. منشورات رابطة الأدب الإسلامي العالمية، مكتب البلاد العربية. سنة 2007.
3. «القصة القصيرة بالمغرب». دراسات في المنجز النصي. مؤسسة التنوخي للدراسات والنشر والتوزيع. سنة 2008.
4. «الكتابة النسائية الدلالة والتعدد». أعمال ندوة نظمت بكلية آداب عين الشق - الدار البيضاء. منشورات رابطة الأدب الإسلامي العالمية، المكتب الإقليمي في المغرب. سنة 2009.
5. «تحولات القصة الحديثة بالمغرب». أعمال مهداة إلى الأستاذ أحمد اليبوري. منشورات مختبر الدراسات حول القصة والترجمة، كلية آداب ابن مسيك الدار البيضاء. سنة 2010.
6. «الأدب الإماراتي الحديث بأقلام مغربية». منشورات مؤسسة منتدى أصيلة، المغرب. سنة 2010.
7. «الأدب الكويتي الحديث بأقلام مغربية». منشورات مؤسسة منتدى أصيلة، المغرب. سنة 2011.
8. «متوجا بالفرادة يأتي». سفن لآلئ على موانئ الشاعـر الباحـث الناقد أحـمد بلحاج آية وارهام. منشورات أفروديت. سنة 2011.
9. «شعر الملحون الواقع والآفاق». أعمال ندوة. منشورات مؤسسة المهدي بن عبود للبحوث والدراسات والإعلام. سنة 2011.
10. «المنازل الأولى». شهادات أدباء مغاربة حول كتبهم الأولى. منشورات وزارة الثقافة. سنة 2012.
11. «الهوية بين التراث واللغة». أعمال ندوة. منشورات كلية الآداب والعلوم الإنسانية بالمحمدية. سنة 2012.
12. «الرواية العرفانية في تجربة عبد الإله بن عرفة». منشورات جمعية سلا المستقبل. سنة 2012.

## اهتماماته
1. أستاذ باحث متخصص في: أدب الغرب الإسلامي.
2. باحث مهتم بمجالات النقد الأدبي الحديث: الشعر - القصة - الرواية.
3. باحث مهتم بمجال البحث والنتشيط التربوي.
4. باحث مهتم بالثقافة الشعبية.

## عضوياته
1. عضو اتحاد كتاب المغرب.
2. عضو رابطة الأدب الإسلامي العالمية.
3. عضو اتحاد كتاب الأنترنيت العرب.
4. عضو اتحاد كتاب الأنترنيت المغاربة.
5. عضو جمعية بيت المبدع بالرباط، ومستشارها الثقافي.
6. عضو فاعل في تنشيط عدد من اللقاءات الثقافية بالمخيمات التربوية.
7. عضو نشيط في تنسيق وتسيير عدد من اللقاءات والندوات والأمسيات الشعرية بالمؤسسات التعليمية.
8. عضو نشيط في عدد من الجمعيات المدنية بالمغرب.
9. عضو منخرط في مؤسسة محمد السادس للنهوض بالأعمال الاجتماعية للتربية والتكوين.
10. عضو منخرط في التضامن الجامعي المغربي.
11. عضو جمعية منتدى الوتر للموسيقى بسلا منذ 2005.
12. عضو سابق في جمعية آباء وأمهات وأولياء أمور التلاميذ بمؤسسة قاسم أمين بسلا من سنة 2000 إلى سنة 2006.

## مشاركاته
شارك في العديد من الندوات العلمية واللقاءات الثقافية داخل المغرب وخارجه.

### مشاركاته الإعلامية

#### مشاركاته التلفزية
1. مشاركته في حلقة من حلقات برنامج «ديوان» بالقناة الثانية المغربية سنة 2006.
2. لقاء تلفزي في برنامج «مرآة الكتب» بقناة «فلسطين اليوم» الفلسطينية سنة 2012.

- د.أحمد زنيبر على فلسطين اليوم في "مرآة الكتب - مديح الصدى -" على اليوتيوب. على يوتيوب

1. لقاء تلفزي في برنامج «حل مشاكل التعليم» بقناة «سكاي نيوز عربية sky news arabia» سنة 2012.

- د.أحمد زنيبر على سكاي نيوز عربية في "حل مشاكل التعليم" على اليوتيوب. على يوتيوب

#### مشاركاته الإذاعية
1. لقاء إذاعي في برنامج «حبر وقلم» بالإذاعة الوطنية المغربية سنة 2010.
2. لقاء إذاعي في برنامج «حبر وقلم» بالإذاعة الوطنية المغربية سنة 2011.
3. استضافته في حلقة أدبية على أمواج إذاعة طنجة المغربية «ضيف وكتاب» سنة 2012.
4. استضافته في حلقة أدبية على أمواج إذاعة «كاب راديو» المغربية بطنجة سنة 2012.
5. لقاء إذاعي في برنامج «بانوراما» بإذاعة الرابعة سنة 2012.
6. لقاء إذاعي في برنامج «حبر وقلم» بالإذاعة الوطنية المغربية سنة 2012.

### نماذج من مشاركاته التربوية

احتفاء بد.أحمد زنيبر بثانوية ولادة التأهيلية بسلا

1. لقاء تلاميذي مفتوح بثانوية ولادة التأهيلية بسلا بدعوة من إدارة المؤسسة سنة 2012.
2. لقاء تلاميذي مفتوح بثانوية عبد الكريم الخطابي التأهيلية بتيفلت بدعوة من اتحاد المبدعين المغاربة سنة 2012.
3. لقاء تلاميذي مفتوح بثانوية العباس مفتاح التأهيلية بسلا بدعوة من إدارة المؤسسة سنة 2012.
4. مشاركة في أمسية أدبية على شرف القاصة مليكة نجيب بدعوة من إدارة ثانوية ولادة التأهيلية. سنة 2012.....

### نماذج من مشاركاته الثقافية
1. لقاء أدبي مفتوح في إطار مهرجان «سلوان» بدعوة من «جمعية سلا المستقبل» بالمقهى الأدبي قاعة شاي الغرابلية بسلا سنة 2009.
2. لقاء أدبي مفتوح بدعوة من مندوبية وزارة الثقافة جهة طنجة - تطوان ملحقة العرائش بمدينة القصر الكبير سنة 2010.
3. لقاء أدبي مفتوح لتقديم وتوقيع كتاب «مديح الصدى دراسات في أدب الغرب الإسلامي» بدعوة من المركز الثقافي «الأندلس» بمرتيل - تطوان - سنة 2011.
4. لقاء أدبي مفتوح في إطار - تظاهرة حديث كتاب -، لتوقيع كتاب «مديح الصدى دراسات في أدب الغرب الإسلامي» بدعوة من المركز الجهوي للتوثيق والتنشيط والإنتاج والبحث التربوي بالأكاديمية الجهوية للتربية والتكوين جهة الرباط - سلا - زمور - زعير سنة 2011......

### نماذج من مشاركاته في الجامعات والكليات المغربية
1. ندوة علمية: الشعر العربي المعاصر في المغرب مفاهيم وقضايا بكلية الآداب بوجدة سنة 2009.
2. ندوة علمية: الكتابة النسائية بين الراهن والرهان بكلية الآداب بتطوان سنة 2010.
3. يوم دراسي حول «ما جدوى الشعر» تحت شعار: ربيع الشعر لجامعة ابن طفيل بكلية الآداب والعلوم الإنسانية ومختر ديداكتيك اللغات والترجمة والتقنيات الجديدو للمعلومات والاتصال والثقافة بالقنيطرة. سنة 2011.
4. يوم دراسي تحت شعار ربيع القصة القصيرة بكلية الآداب والعلوم الإنسانية بمكناس وجمعية الباحثين الشباب في اللغة والآداب بمكناس. سنة 2011......

### نماذج من مشاركاته في النيابات ومراكز التكوين
1. ندوة تربوية حول «المدرسة والسلوك المدني» بمقر نيابة وزارة التربية الوطنية بالرباط. سنة 2008.
2. لقاء تقويمي مرحلي حول «مشروع التلفزة المدرسية» بمركز التكوينات والملتقيات الوطنية بالرباط. سنة 2010.
3. لقاء دراسي في موضوع «إشكالات تدريس اللغة العربية» بمركز التكوينات والملتقيات الوطنية بالرباط. سنة 2011.
4. يوم دراسي حول «القراءة والتأويل» بالمركز التربوي الجهوي بمكناس. سنة 2011......

### نماذج من مشاركاته مع وزارة الثقافة
1. قراءة وتقديم لرواية «أبنية الفراغ» لمحمد عز الدين التازي خلال الدورة الثاني عشرة لعيد الكتاب بتطوان. سنة 2009.
2. لقاء أدبي مع الروائي السعودي هاني النقشبندي حول روايته «سلام» بالمعرض الدولي الخامس عشر للنشر والكتاب بالدار البيضاء سنة 2009.
3. ندوة: ذاكرة عبد الله كنون بالمعرض الدولي السادس عشر للنشر والكتاب بالدار البيضاء سنة 2010.

### نماذج من مشاركاته مع اتحاد كتاب المغرب
1. أمسيات ليالي رمضان «ليلة الحكاية» بالرباط. سنة 2008.
2. ندوة: الكتابة النسائية القصة القصيرة تجارب أساليب رؤى بآسفي. سنة 2008.
3. المهرجان الوطني الأول للقصة المغربية القصيرة، دورة ادريس الخوري ببني ملال. سنة 2010.
4. المهرجان الوطني الثاني للقصة المغربية القصيرة، دورة الأديب مبارك ربيع ببني ملال. سنة 2011.......

### نماذج من مشاركاته مع بيت الشعر في المغرب
1. قراءات شعرية بالخزانة العلمية الصبيحية بسلا. سنة 2005.
2. تقديم أمسية الشاعر صلاح الوديع خلال مهرجان سلوان الثقافي الأول بالخزانة العلمية الصبيحية بسلا. سنة 2009.
3. تقديم أمسية شعرية خلال مهرجان سلوان الثقافي الثاني بالخزانة العلمية الصبيحية بسلا. سنة 2010......

### نماذج من مشاركاته مع نادي القصة بالمغرب والمسرح الوطني محمد الخامس

د.أحمد زنيبر في المسرح الوطني محمد الخامس بالرباط

1. حفل تكريم الشاعر صلاح الوديع بدار الثقافة بسلا الجديدة. سنة 2010.
2. أمسية القصة النسائية بدار الثقافة بسلا الجديدة. سنة 2011.
3. حفل توقيع مجموعة «رباب من بياض» للكاتب أحمد لطف الله بالمسرح الوطني محمد الخامس بالرباط. سنة 2012.
4. حفل توقيع «الشركة المغربية لنقل الأموات» للكاتب أنيس الرافعي بالمسرح الوطني محمد الخامس بالرباط. سنة 2012.
5. حفل توقيع «الانحياز إلى القصيدة قراءات في المتن الشعري الحديث بالمغرب» للدكتور أحمد زنيبر بالمسرح الوطني محمد الخامس بالرباط. سنة 2012.......

### نماذج من مشاركاته مع الجمعيات الثقافية
1. لقاء نقدي حول مجموعة "ثقل الفراشة فوق سطح الجرس لأنيس الرافعي بالدار البيضاء. سنة 2008.
2. ملتقى تاء التأنيث للإبداع النسائي السادس خاص بتكريم الدكتورة نجاة المريني بسلا. سنة 2009.
3. ملتقى مشرع بلقصيري الوطني السابع للقصة القصيرة دورة عبد الجبار السحيمي. سنة 2010.
4. ملتقى العرائش الثاني لقصيدة الزجل دورة الشاعر الزجال عبد الرحمان الجباري بالعرائش سنة 2010.

## تنشيطه التربوي بالمخيمات الوطنية
1. تنشيط وتسيير مائدة مستديرة في موضوع «التكنولوجيات واليافع» بمخيم إيموزار كندر. ربيع 2009.
2. تنشيط وتسيير مائدة مستديرة في موضوع «البيئة ومظاهر الانفتاح» بمخيم إيموزار كندر. ربيع 2010.

## منابر نشره
نشر د.أحمد زنيبر أبحاثه ومقالاته في مختلف المنابر الإعلامية العربية والمغربية:
1. جرائد مغربية وعربية [ العلم - الاتحاد الاشتراكي - القدس العربي - العرب الأسبوعي..... ].

- د.أحمد زنيبر في موقع جريدة العلم.

1. مجلات مغربية وعربية [ آفاق - الثقافة المغربية - دبي الثقافية - الشعر.....].
2. مواقع إلكترونية مغربية وعربية [ وزارة الثقافة المغربية - اتحاد كتاب الإنترنيت المغاربة - اتحاد كتاب الإنترنيت العرب - ديوان العرب..... ].

## نماذج من كتاباته
1. «خارج التغطية». أوراق منشورة بجريدة العلم. سنة 2005.
2. «الأثر الطيب» عبد الرحيم مودن. رسالة منشورة بجريدة الاتحاد الاشتراكي. سنة 2006.
3. «مراد القادري الشاعر والإنسان». شهادة منشورة بجريدة العلم. سنة 2006.
4. «من ذاكرة المكان». أوراق منشورة بجريدة العلم. سنة 2007.
5. «محمود درويش استراحة محارب». شهادة منشورة بجريدة العلم. سنة 2008.

- محمود درويش استراحة المحارب.

1. «قبعة الساحر والقصة القصيرة». حوار منشور بجريدة المنعطف. سنة 2009.
2. «نجاة المريني سيدة من زماننا». شهادة منشورة بجريدة العلم. سنة 2009.
3. «إدريس الخوري المرجع القصصي». شهادة منشورة بجريدة الاتحاد الاشتراكي. سنة 2010.
4. «قبعة الساحر التصور والبناء والدلالة». شهادة منشورة بجريدة الاتحاد الاشتراكي. سنة 2010.
5. «دور المثقف في المشهد الثقافي». حوار منشور بجريدة المنعطف. سنة 2010.
6. «قبعة الساحر في التصور والبناء والآفاق». شهادة منشورة بجريدة الاتحاد الاشتراكي. سنة 2010.
7. «مونديال كأس العالم». حوار منشور بجريدة الاتحاد الاشتراكي. سنة 2010.
8. «قراءة المتعة والفائدة». ورقة منشورة بمجلة الدوحة. سنة 2011.
9. «مونديال كأس العالم». شهادة منشورة بجريدة الاتحاد الاشتراكي. سنة 2011.......

## نماذج من قصائده
1. «خلف السراب». قصيدة منشورة بجريدة المنعطف. سنة 2006.

- خلف السراب - شعر د. أحمد زنيبر ترجمة إبراهيم درغوثي.

1. «فتى هذا الزمان». قصيدة منشورة بمجلة المشكاة. سنة 2006.
2. «فراغ أبيض». قصيدة منشورة بجريدة العلم. سنة 2007.
3. «يباس المدينة». قصيدة منشورة بجريدة العلم. سنة 2010.
4. «أي معنى يرضيك». قصيدة منشورة بجريدة العلم. سنة 2010.
5. «ضدا في الرماد». قصيدة منشورة بجريدة الاتحاد الاشتراكي. سنة 2011.
6. «فجوة». قصيدة منشورة بمجلة مجرة. سنة 2011.
7. «لا تثق بالمعاجم». قصيدة منشورة بجريدة الاتحاد الاشتراكي. سنة 2011.
8. «ظل بلا جسد». قصيدة منشورة بجريدة الاتحاد الاشتراكي. سنة 2011.
9. «كل المدارات شمس». قصيدة منشورة بمجلة المسار. سنة 2011.
10. «وانكشف الغطاء». قصيدة منشورة بجريدة الاتحاد الاشتراكي. سنة 2011.
11. «حطب يأكل بعضه». قصيدة منشورة بجريدة الاتحاد الاشتراكي. سنة 2012.
12. «نبيذ الحواس». قصيدة منشورة بجريدة العلم. سنة 2012.
13. «سيدة المكان». قصيدة منشورة بمجلة الشعر. سنة 2012......

## أنشطته
1. عضو اللجنة الإقليمية للمنتدي الإقليمي للإبداع بنيابة سلا موسم 2007-2008.
2. عضو اللجنة الإقليمية للتربية على المواطنة لموسمي 2007 و2008.
3. عضو لجنة التحكيم في المهرجان الوطني للشعر بالرباط من 2007 إلى 2010.
4. رئيس لجنة التحكيم في المهرجان الوطني للشعر بالرباط دورة 2011.
5. عضو اللجنة المنظمة لربيع الشعر بجامعة ابن طفيل بالقنيطرة سنة 2011.
6. عضو لجنة التحكيم في مباراة خاصة تابعة لوزارة الداخلية 2011-2012.

## شواهده
حائز على العديد من الشواهد التقديرية من:
1. كليات / جامعات.
2. وزارة الثقافة المغربية.
3. المسرح الوطني محمد الخامس بالرباط - المغرب.
4. بيت الشعر في المغرب.
5. اتحاد كتاب المغرب.
6. نادي القصة بالمغرب.
7. جمعيات ثقافية.
8. مؤسسات تعليمية.
9. لقاءات وندوات وأمسيات ثقافية......

كما أنه حائز على جامورين من الأكاديمية الجهوية للتربية والتكوين جهة الرباط - سلا - زمور - زعير بمناسبة:
1. المهرجان الوطني الثاني للشعر سنة 2008.
2. المهرجان الوطني الثالث للفعاليات التربوية للشعراء سنة 2011.